# العلاقات البوتانية السويسرية
العلاقات البوتانية السويسرية هي العلاقات الثنائية التي تجمع بين بوتان وسويسرا.

## مقارنة بين البلدين
هذه مقارنة عامة ومرجعية للدولتين:
| وجه المقارنة                                              | بوتان          | سويسرا                                                                                      |
| --------------------------------------------------------- | -------------- | ------------------------------------------------------------------------------------------- |
| المساحة (كم2)                                             | 38.39 ألف      | 41.28 ألف                                                                                   |
| عدد السكان (نسمة)                                         | 807.61 ألف     | 8.21 مليون                                                                                  |
| الكثافة السكانية (ن./كم²)                                 | 21.04          | 198.89                                                                                      |
| العاصمة                                                   | تيمفو          | برن                                                                                         |
| اللغة الرسمية                                             | لغة دزونكا     | اللغة الألمانية، اللغة الإيطالية، لغة فرنسية، اللغة الرومانشية، الألمانية السويسرية الموحدة |
| العملة                                                    | نغولترم بوتاني | فرنك سويسري                                                                                 |
| الناتج المحلي الإجمالي (بليون دولار)                      | 2.51 مليار     | 678.89 مليار                                                                                |
| الناتج المحلي الإجمالي (تعادل القوة الشرائية) بليون دولار | 6.49 مليار     | 518.07 مليار                                                                                |
| الناتج المحلي الإجمالي الاسمي للفرد دولار أمريكي          | 2.66 ألف       | 80.94 ألف                                                                                   |
| الناتج المحلي الإجمالي للفرد دولار أمريكي                 | 7.82 ألف       | 59.54 ألف                                                                                   |
| مؤشر التنمية البشرية                                      | 0.605          | 0.930                                                                                       |
| رمز المكالمات الدولي                                      | +975           | +41                                                                                         |
| رمز الإنترنت                                              | .bt            | .ch، .swiss ‏                                                                                |
| المنطقة الزمنية                                           | ت ع م+06:00    | توقيت وسط أوروبا، ت ع م+01:00، ت ع م+02:00، أوروبا/زيورخ ‏                                   |

## منظمات دولية مشتركة
يشترك البلدان في عضوية مجموعة من المنظمات الدولية، منها:
| علم المنظمة | اسم المنظمة                        | تاريخ انضمام بوتان | تاريخ انضمام سويسرا |
| ----------- | ---------------------------------- | ------------------ | ------------------- |
|             | مؤسسة التمويل الدولية              | 1 ديسمبر 2003      | 29 مايو 1992        |
|             | منظمة حظر الأسلحة الكيميائية       | ?                  | ?                   |
|             | يونسكو                             | 13 أبريل 1982      | 28 يناير 1949       |
|             | الاتحاد الدولي للاتصالات           | 15 سبتمبر 1988     | 1866                |
|             | الأمم المتحدة                      | 21 سبتمبر 1971     | 10 سبتمبر 2002      |
|             | منظمة الشرطة الجنائية الدولية      | ?                  | ?                   |
|             | البنك الدولي للإنشاء والتعمير      | 28 سبتمبر 1981     | 29 مايو 1992        |
|             | الاتحاد البريدي العالمي            | ?                  | ?                   |
|             | مؤسسة التنمية الدولية              | 28 سبتمبر 1981     | 29 مايو 1992        |
|             | بنك التنمية الآسيوي                | 1982               | 1967                |
|             | وكالة ضمان الاستثمار متعدد الأطراف | 21 أكتوبر 2014     | 12 أبريل 1988       |

## وصلات خارجية
- موقع وزارة الخارجية البوتانية
- موقع وزارة الخارجية السويسرية